# الجويين
الجويين أو الجوين أو مركز جبل الجوين هو مركز سعودي يتبع محافظة هروب الواقعة بمنطقة جازان جنوب غرب السعودية. المركز من الفئة (ب)، ورمزه 2387 حسب دليل الترميز الموحد للمناطق الإدارية بالمملكة العربية السعودية.
كان المركز سابقاً يتبع محافظة العيدابي.